# Citheronia splendens

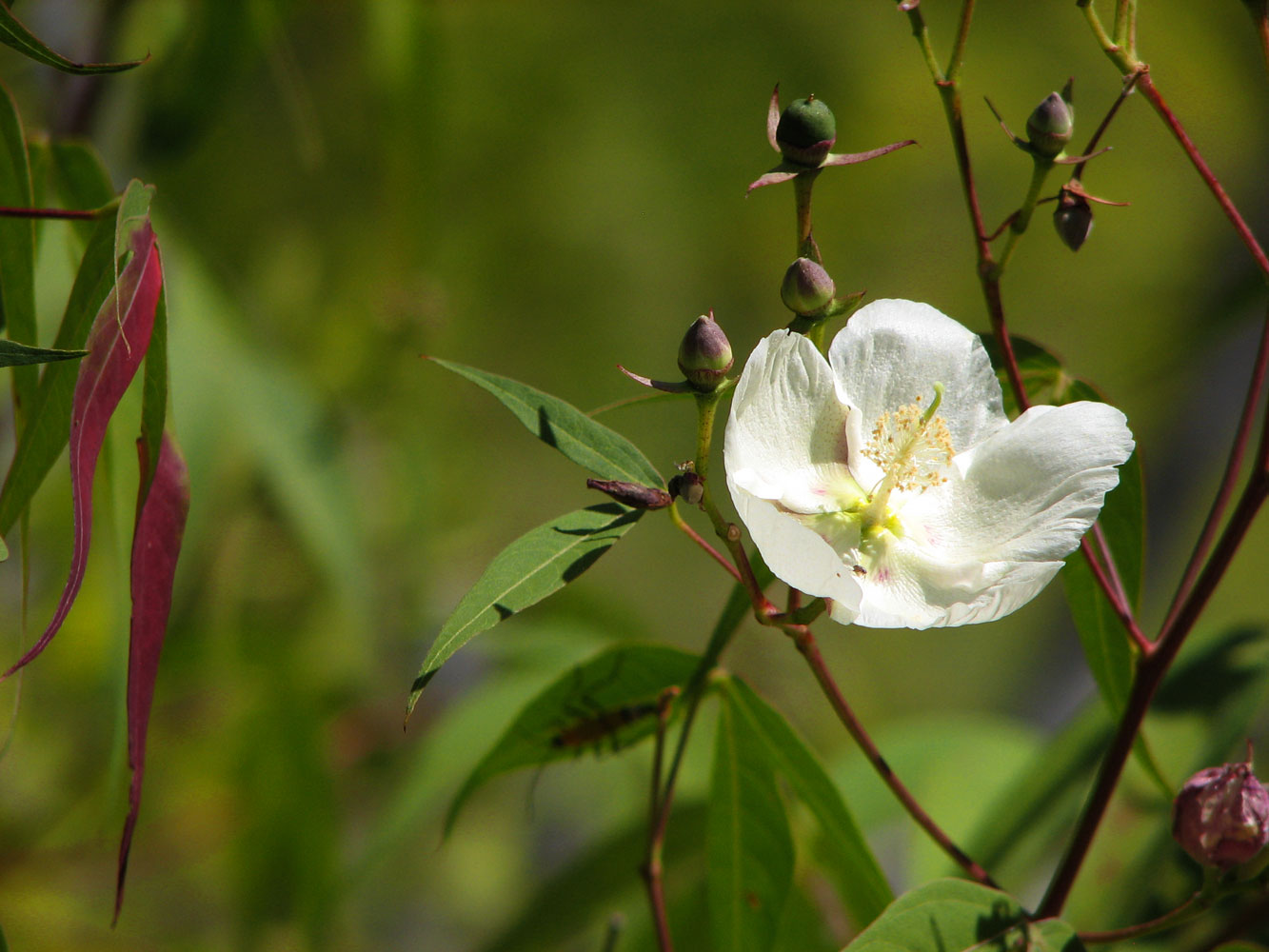
Gossypium thurberi, die Hauptnahrungspflanze der Raupen

Citheronia splendens ist ein Schmetterling aus der Familie der Pfauenspinner (Saturniidae).

## Beschreibung

### Falter
Die Falter erreichen eine Flügelspannweite von 106 bis 150 Millimetern. Die Weibchen sind etwas größer als die Männchen. Die Färbung und Zeichnung ist bei beiden Geschlechtern ähnlich. Die Grundfarbe der Flügel variiert von blass rötlich braun bis zu graubraun. Auf der Vorderflügeloberseite heben sich in der Postdiskalregion mehrere weißliche bis gelbliche ovale Flecke ab. Ein gleichfarbiger Fleck befindet sich an der Flügelwurzel. Neben einem weiteren hellen Fleck befindet sich ein schwarzbrauner Diskalfleck. Die Hinterflügeloberseiten sind an Vorder- und Innenrand mit gelbweißen Bereichen versehen. Auffällig sind die orangeroten Adern auf sämtlichen Flügeln. Thorax und Abdomen sind rötlich und stufenweise gelblich behaart. Die Fühler der Männchen haben eine deutliche beidseitige Kammzähnung, die Fühler der Weibchen sind fadenförmig. Ein Saugrüssel fehlt.

### Raupe
Junge Raupen sind orangerot und schwarz gefärbt und ähneln Vogelkot. Ausgewachsen variieren die Grundfarben der Raupen von cremefarben über rosa und hellbraun bis hin zu rotbraun. Sie zeigen hinter dem Kopf drei Reihen langer, schwarzer oder weißer, geweihähnlicher Hörner. Der übrige Körper ist mit kürzeren, stacheligen Scoli überzogen.

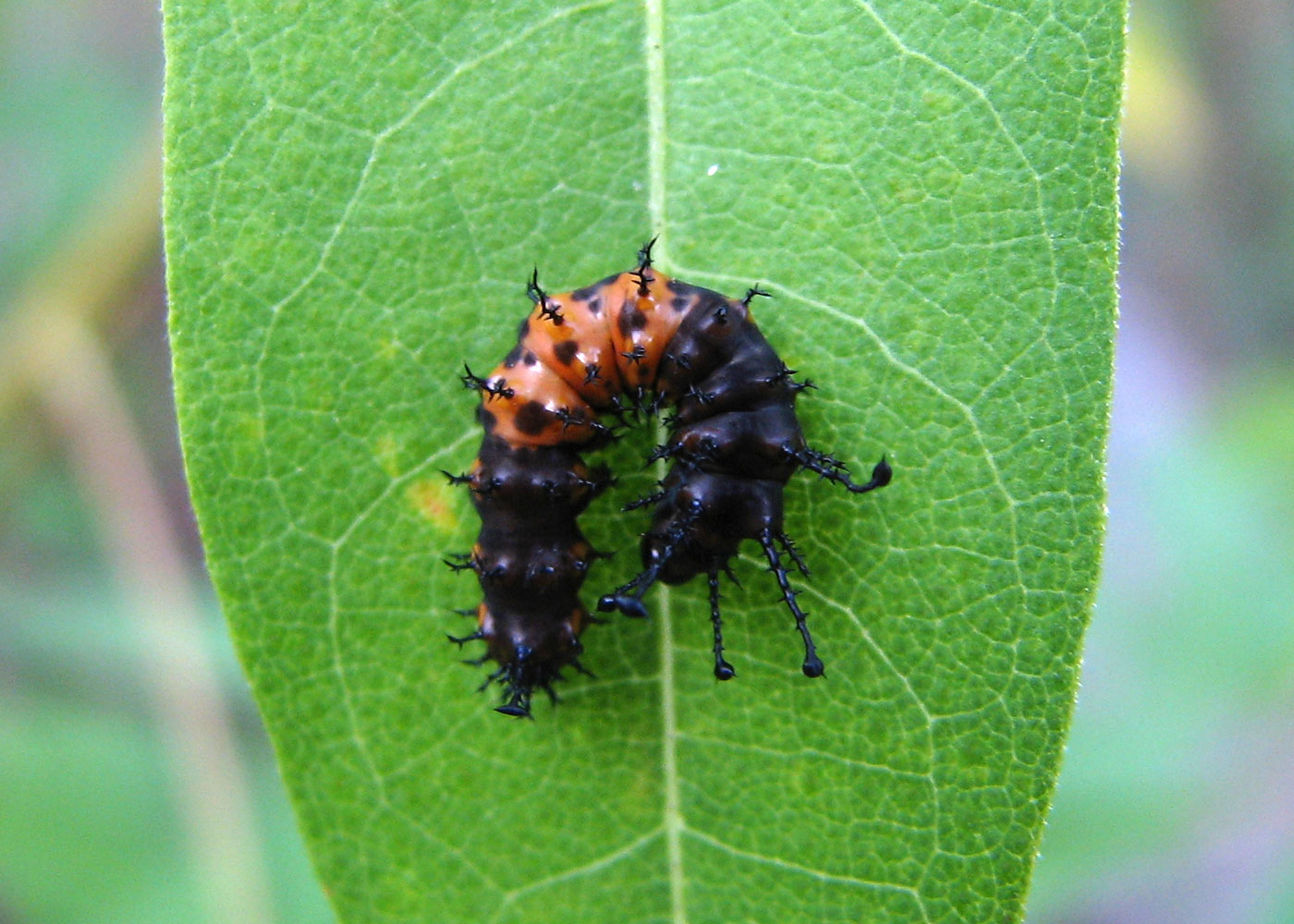
Junge Raupe
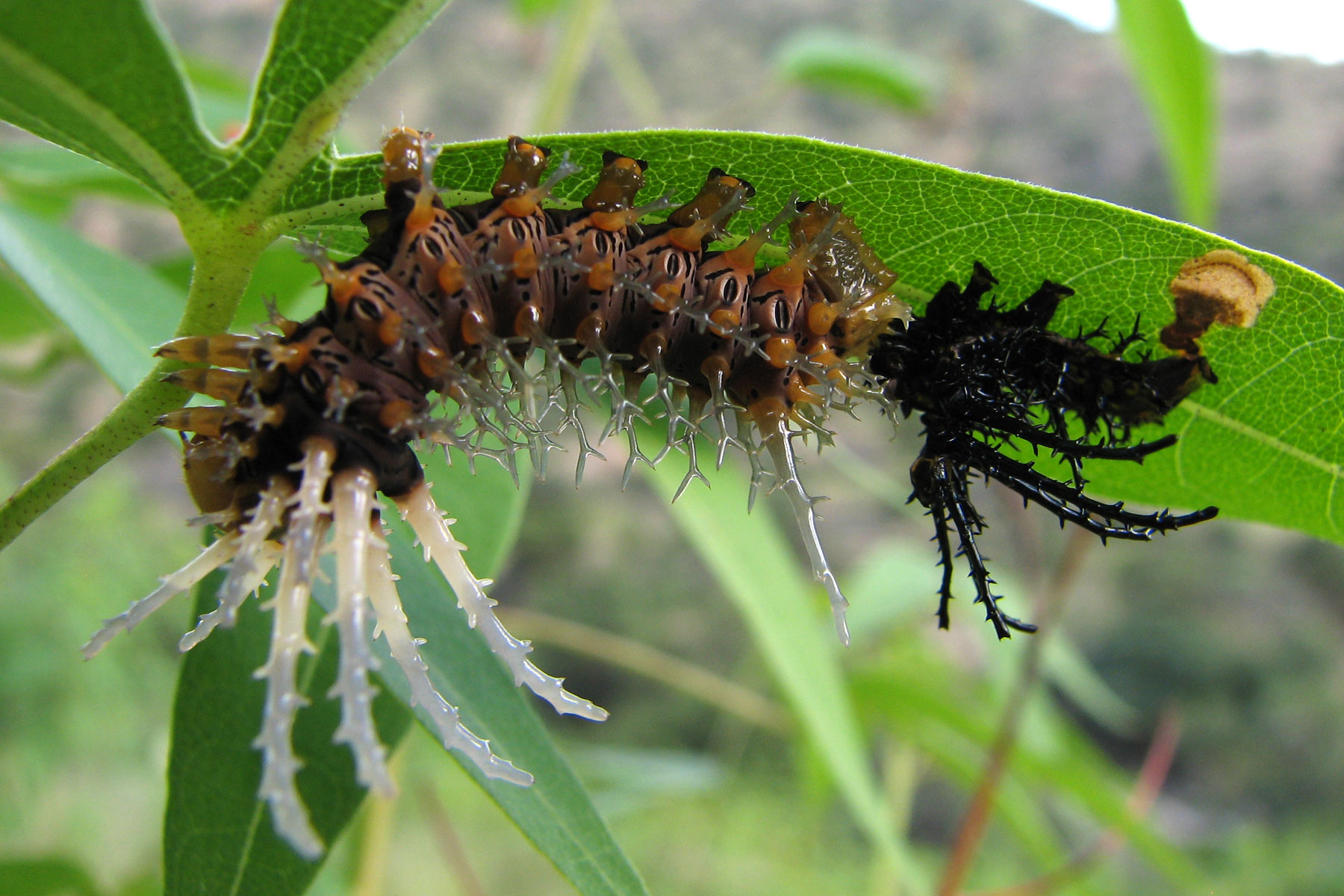
Frisch gehäutete Raupe
- Video einer Raupe

### Ähnliche Arten
Die Falter von Citheronia regalis zeigen weniger helle Flecke auf der Vorderflügeloberseite. Der schwarzbraune Diskalfleck fehlt oder ist nur angedeutet. Deutlich unterscheiden sich die ausgewachsenen Raupen, die bei Citheronia regalis grünlich oder türkisfarben sind.

## Verbreitung, Unterarten und Lebensraum
Citheronia splendens kommt mit der Unterart Citheronia splendens sinaloensis im Süden Arizonas und New Mexicos lokal vor. Die Unterarten Citheronia splendens splendens und Citheronia splendens queretana sind in Mexiko zu finden. Die Art besiedelt bevorzugt Auwälder und Buschland im Vorgebirge.

## Lebensweise
Die nachtaktiven Falter von Citheronia splendens fliegen in einer Generation von Juli bis August. Sie nehmen keine Nahrung zu sich. Nachts besuchen sie künstliche Lichtquellen, in erster Linie die Männchen. Die Weibchen legen die Eier einzeln oder in kleinen Gruppen von bis zu vier Stück auf der Ober- oder Unterseite der Blätter der Nahrungspflanze ab. Die Raupen ernähren sich bevorzugt von den Blättern von Gossypium thurberi, einer zu den Baumwollpflanzen (Gossypium) zählenden Art. Sie wurden jedoch auch an Rhus trilobata, Arctostaphylos pungens und Rhus choriophylla gefunden. Die Verpuppung findet in einer Erdhöhle statt. Die Puppe überwintert.